# Oberstufenzentrum
Das Oberstufenzentrum (kurz OSZ) ist eine berufsbildende Schulform in den deutschen Bundesländern Berlin und Brandenburg, in der unter einem Dach unterschiedliche Bildungsgänge verschiedener Berufsfelder zusammengefasst angeboten werden.
Allgemeinbildende Schulen bieten Bildungsgänge bis zum Abitur an. Manchmal sind auch weiterbildende Einrichtungen, wie Fachschulen in den OSZ untergebracht. Oberstufenzentren existieren seit der Umstrukturierung der beruflichen Bildung. In Berlin und Brandenburg besuchten im Schuljahr 2006/2007 über 75.000 Auszubildende und Schüler ein Oberstufenzentrum. Oberstufenzentren sind als öffentliche Bildungseinrichtungen gebührenfrei, für bestimmte Bildungsgänge kann Förderung durch BAföG beantragt werden.
Eine Ausnahme in dieser Kategorie stellt das Berufsausbildungszentrum, Stiftung Lette-Verein, dar. Es wurde bereits 1866 zur „Förderung der Erwerbsfähigkeit des weiblichen Geschlechts“ begründet und bildet heute in sieben Schulen im Schulgebäude am Viktoria-Luise-Platz aus.

## Angebotene Bildungsgänge
Folgende Bildungsgänge werden in den Oberstufenzentren in Berlin und Brandenburg angeboten:
- Berufsvorbereitung

Oberstufenzentrum für Wirtschaft (Hermann-Scheer-Schule) in Berlin Treptow-Köpenick

  - Berufsqualifizierender Lehrgang (BQL)
  - Berufsvorbereitender Lehrgang (BV)
  - einjährige Berufsfachschule (BFS 1)
  - Integrierte Berufsausbildungsvorbereitung (IBA)

- Erstausbildung
  - Berufsschule (Duale Ausbildung, OB)
  - mehrjährige Berufsfachschule (BFS)

- Hochschulreife und Fachhochschulreife
  - einjährige Fachoberschule (FOS)
  - zweijährige Fachoberschule (Praktikantenmodell, FOS 2)
  - Berufsoberschule (BOS)
  - Berufliches Gymnasium (GO)

- Weiterbildung
  - Fachschule (F)